# Eberhard Trautner
Eberhard Trautner (født 7. februar 1967 i Stuttgart, Vesttyskland) er en tysk tidligere fodboldspiller (målmand).
Trautner tilbragte hele sin karriere, fra 1986 til 2001, hos VfB Stuttgart i sin fødeby. Han var gennem det meste af sin karriere reserve, og nåede derfor kun ganske få kampe i Bundesligaen. Han var med til at vinde det tyske mesterskab i 1992 og DFB-Pokalen i 1997.

## Titler
Bundesligaen
- 1992 med VfB Stuttgart

DFB-Pokal
- 1997 med VfB Stuttgart